# Миконос

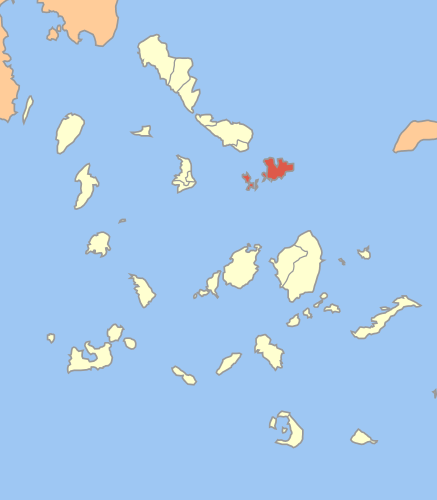

Ми́конос (греч. Μύκονος) — греческий остров, один из островов Кикладского архипелага, расположен в центральной части бассейна Эгейского моря, береговая линия его достигает 89 километров. Ближайшие к нему острова — Андрос, Делос, Тинос, а также Трагониси. Площадь острова — 85,5 км² (при этом площадь одноимённого муниципалитета, включающего кроме Миконоса близлежащие острова Трагониси, Риния и Делос — 105,183 км²). Население — 10134 человека (согласно переписи 2011 года). Миконос называют «островом ветряных мельниц», а также «островом четырёх времён года».

## Мифология
По легенде остров получил своё название в честь античного героя Миконоса, который считается одним из потомков бога Аполлона.

## География
Остров состоит главным образом из гранита. Климат острова — сухой средиземноморский, дефицит питьевой воды.

## Население
Наблюдается постепенный отток населения на материк. Население острова — почти исключительно этнические греки — за последние сто лет значительно сократилось.
Самый крупный город острова — Миконос (Хора), расположен на западном побережье.

## Туризм
Основное занятие — туризм.
- Космополитичные пляжи Миконоса: Paradise, Super Paradise, Платис Ялос (широкий пляж) и Псару (рыбачка).
- Наиболее посещаемые пляжи: Паранга, Айос Иоаннис (с видом на остров Делос).
- Пляжи для семейного отдыха: Аграри, Орнос, Айос Стефанос, Турлос.

## Известные уроженцы
- Псаро, Антон Константинович (греч. Αντώνιος Ψαρός, ?—1822) — российский капитан генерал-майорского ранга, тайный советник, дипломат.